# 阿根廷海峽
64°54′S 63°1′W / 64.900°S 63.017°W
阿根廷海峽（Argentino Channel），是南極洲的海峽，位於葛拉漢地，連接帕拉代斯港和傑拉許海峽，由比利時探險隊繪入地圖，現時由南極條約體系管理。